# Diogmites alvesi
Diogmites alvesi là một loài ruồi trong họ Asilidae. Diogmites alvesi được Curran miêu tả năm 1949. Loài này phân bố ở vùng Tân nhiệt đới.